# ビューティ7
『ビューティ7』（ビューティセブン）は、2001年7月4日から同年9月12日まで、日本テレビ系列で放送された日本のテレビドラマ。主演は桃井かおり。放送時間は、毎週水曜22:00 - 22:54（JST）。全11話。

## あらすじ
不況や大手エステサロンのファーストビューティーの影響で閉店寸前の名門エステサロン「レスポワール」。レスポワールで働くビューティーアテンダントの技術や接客態度は目に余るほどのひどさ。そんな中、親会社の社長の命令で送り込まれてきたのは翔子というビューティーコンシェルジェ。翔子はスタッフの精神を変えるため次々と改革を断行する。

## キャスト

### レギュラー出演
飯島翔子：桃井かおり
レスポワールの親会社の社長命令で、レスポワールにやってきた女性。赴任当初は横柄な態度と強引なやり方に不満を持たれていたが、次第に頼りにされるようになる。最終回では、店員の給料と退職金で全員に新たな仕事先を用意した。
町田あかり：上原多香子
田舎から上京してきた女性、あだ名は"ぬか漬けちゃん"。婚約者のユウジに会うために上京したが、ユウジがファーストビューティの南と付き合っていたことでフラれる。レスポワールのエステを受け、ユウジを見返えさせることに成功する。
エステ料金の代わりにレスポワールで見習いとして働くことになり、小金井の家に居候する。
小金井薫：藤井隆
レスポワールのフロアチーフ。母親の残したレスポワールを存続させようと奮闘する。父親はおらず、母は働いていたため、幼い頃はほとんど一人で過ごしていた。翔子からは「お坊ちゃま」と呼ばれる。
和泉サクラ：神田うの
レスポワールのメイク担当。高飛車な性格で一時は嫌われていたが優しい面も見せるようになり信頼を取り戻した。過去に太っており、その過去を必死に隠している。シングルマザーで、息子が一人いる。
南美鈴：梅宮アンナ
大手エステサロン「ファーストビューティ」のNo.1アテンダント。レスポワールを小馬鹿にしている。
田辺：高橋克実
レスポワールの雇われ社長。立場上は翔子たちの味方だが、裏でファーストビューティの社長と繋がっており、妨害を画策することもある。
西条五郎：石橋蓮司
ファーストビューティの社長。レスポワールを潰そうと社員や田辺を利用して妨害を仕掛ける。
最終回でレスポワールを買収しパチンコ店にしようと画策するが、直後に株で大損害を被って手をつけなかったらしい。過去にレスポワールに勤めていたが小金井の母親にクビにされた経緯がある。
宮崎都子：中澤裕子
レスポワールの脱毛担当。少々短気で客を怒らせたことがある。
渡辺君枝：加藤貴子
レスポワールの食事担当。内向的な性格で、ある宗教にハマっている。学生時代に服のセンスを笑われたトラウマからお洒落や男性にトラウマを抱え恋愛が出来ずにいたが後に克服した。
ユウジ：城戸裕次
バーテン。あかりの婚約者だったが東京で成功し南と付き合っていた。
エステをしたあかりを気づかずに誘ったため、あかりから水をかけられる。
上野菜月：伊東美咲
レスポワールの衣装担当。顔の美しさにこだわっている。
岸沼涼子：高田聖子
レスポワールのツボ担当。女手一つで息子を育てているシングルマザー。
大城麗子：植松真実
レスポワールのネイル担当。
美鈴の部下たち：澄原佑佳、滝沢沙織、中野公美子、森田敦子
竹宮杏子：楊原京子（3話から登場）
エステ潜入ルポを雑誌で書いて取材をしている辛口美容評論家。
最初はレスポワールスタッフのあまりの技術の低さに帰ったが、翔子の技術の高さにレスポワールが
いいサロンだと気づきその後度々取材に来るように。
岡野まさむね：松本幸四郎
レスポワールの親会社社長。伝説のエステティシャンであった翔子になぜかそっくりの女性、飯島翔子をレスポワールに送り込んだ。

### ゲスト出演
- 第1話
  - デヴィ夫人（本人役、第11話にも登場）
- 第2話
  - 柏木美由紀：西尾まり
  - 柏木初恵：りりィ
  - ポルシェの男：木村祐一
  - 和泉福蔵：松川真之介
  - 中田光子：はしのえみ（第3話にも登場）
- 第3話
  - 麻美：秋山菜津子
- 第4話
  - 桜井：津田寛治
- 第5・6話
  - 吉田花子：中島陽子
  - 佐伯：宇梶剛士
  - 風子：伊藤雅子
  - 咲子：須永千重
  - スーパーの店長：温水洋一
- 第7話
  - 田崎睦美：梨花
- 第8話
  - 深田美奈子：榎本加奈子
  - 飛田高夫：モト冬樹
- 第9話
  - 八木千夏：川島なお美
- 第10話
  - 田浦せつ：梓みちよ
  - 小金井すみれ：草村礼子（薫の母）
  - 飯島翔子に似た女性：清水ミチコ
- 第11話
  - 貞子：光浦靖子
  - 司会者：カイヤ
  - 司会者：田島寧子
  - モデル：坂井香代子

## スタッフ
- チーフプロデューサー：増田一穂
- 企画：佐藤敦
- プロデューサー：池田健司、井上由紀
- 脚本：吉田智子、大久保智巳、西本洋子、関えり香、福田千津子
- 演出：小川通仁、大谷太郎、倉田貴也、北川敬一
- 音楽プロデュース：佐藤竹善.SLT project

## 主題歌
- オープニングテーマ 「Your innocence」 hiro
- エンディングテーマ 「ジレンマ」 speena
- イメージソング 「魔力」 SING LIKE TALKING

## 放送日程
| 各話                                                      | 放送日        | サブタイトル                               | 脚本                  | 演出      | 視聴率 |
| --------------------------------------------------------- | ------------- | ------------------------------------------ | --------------------- | --------- | ------ |
| 第1話                                                     | 2001年7月04日 | 眉毛がキレイな女になる                     | 吉田 智子             | 小川 通仁 | 15.3%  |
| 第2話                                                     | 2001年7月11日 | 10歳若返る秘訣                             | 吉田 智子             | 小川 通仁 | 14.6%  |
| 第3話                                                     | 2001年7月18日 | ブスのクレーマー大変身                     | 吉田 智子             | 大谷 太郎 | 14.5%  |
| 第4話                                                     | 2001年7月25日 | 赤の魔術オトコをゲット                     | 吉田 智子             | 大谷 太郎 | 12.4%  |
| 第5話                                                     | 2001年8月01日 | 劇ヤセ!? 恐怖のダイエット                  | 吉田 智子 大久保 智巳 | 小川 通仁 | 14.6%  |
| 第6話                                                     | 2001年8月08日 | ダイエット革命実験成功!                    | 吉田 智子 大久保 智巳 | 大谷 太郎 | 15.2%  |
| 第7話                                                     | 2001年8月15日 | 恐怖! 整形マニア女の呪い                   | 西本 洋子             | 倉田 貴也 | 11.1%  |
| 第8話                                                     | 2001年8月22日 | 開運! ブライダルエステ!?                   | 関 えり香             | 小川 通仁 | 13.1%  |
| 第9話                                                     | 2001年8月29日 | ワガママ女優の応急美容法                   | 吉田 智子             | 北川 敬一 | 15.7%  |
| 第10話                                                    | 2001年9月05日 | 翔子の秘密! 肌の老化対策                   | 関 えり香 福田 千津子 | 大谷 太郎 | 14.1%  |
| 最終話                                                    | 2001年9月12日 | 究極の美顔対決! 人生最高のメイクアップ術!! | 吉田 智子             | 大谷 太郎 | 15.0%  |
| 平均視聴率14.2%（視聴率は関東地区・ビデオリサーチ社調べ） |               |                                            |                       |           |        |

初回は22:15-23:24の15分拡大版
第5話・第6話はプロ野球中継で30分遅れの22:30-23:24
第10話はプロ野球中継で20分遅れの22:20-23:14
最終話は22:00-23:24の30分拡大版

## 余談
- 本作では、飯島（桃井）が「とまりなさい!」と言うと必ず他のキャストの動きが完全に止まるという演出が施された。後に、関東地区で本作の再放送が行われていた頃、桃井が『笑っていいとも!』の「テレフォンショッキング」に出演（2002年3月8日）、タモリとのトークの途中、当時『笑っていいとも!』のレギュラーだった藤井が飛び入りした後、ステージを後にする藤井に対して、桃井が「おぼっちゃま! 止まれ!」と劇中の口調で言うと、藤井も劇中で見せた動きを止める仕草を再現した。
- 通常、テレビドラマの収録は放送の数週間前に行われるものであるが、本作はキャスティングの都合で出演者のスケジュールがなかなか合わず、次回予告で放送される部分は予告が放送される日の数日前に収録される場合が多かったと出演者の中澤裕子が自分のラジオ番組で語っていた。
- 毎回、オープニングの前に美に関する名言が表示された。また、番組の公式サイトは映像ソフト化・オンデマンド配信がなされていない作品としては珍しく、2017年10月現在も残されている。